# فادي حمادنة
فادي حسني عبد الرحمن حمادنة أحد عناصر حركة حماس، اعتقلته أجهزة الأمن الفلسطينية في 15 حزيران 2009 وعثر عليه ميتاً في سجن جنيد في 10 آب 2009.

## النشأة
ولد حمادنة عام 1981 في عصيرة الشمالية بمحافظة نابلس وهو طالب في جامعة القدس المفتوحة، اعتقل لعدة سنوات في السجون الإسرائيلية.

## مقتله

### رواية السلطة
ادعى المتحدث باسم الأجهزة الأمنية الفلسطينية بأن حمادنة وجد في غرفة توقيفه وعلى رقبته قطعة قماش قطعت من الغطاء الخاص للنوم.

### رواية حركة حماس
حركة حماس وبناء على شهدات معتقلين أفرج عنهم من سجن الجنيد في نابلس ذكروا أن القتل نتج عن التعذيب الشديد والشبح لعدة أيام متواصلة، وأن حمادنة تعرض للضرب المبرح على صدره ورأسه كما تعرض للضرب «بالفلقة» مرات عديدة على قدميه وجميع أنحاء جسمه، وبقي مشبوحاً حتى الساعة الثانية فجراً، حينها انقطع نفسه، و«استشهد» على الفور.

### نتائج التشريح
حسب عملية التشريح التي قام بها الطبيب الدنماركي الذي أوفدته منظمة «الحق»، وهي أقدم منظمة فلسطينية لحقوق الإنسان، فإنه عثر على جثة حمادنة آثار للتعذيب على جسده، وإصابته بجفاف حاد.